# Оранж-Эст (кантон)
Оранж-Эст (фр. Orange-Est) — кантон во Франции, находится в регионе Прованс — Альпы — Лазурный Берег. Департамент кантона — Воклюз. Входит в состав округа Авиньон. Население кантона на 2006 год составляло 29198 человек.				
Код INSEE кантона — 84 16. Всего в кантон Оранж-Эст входят 7 коммун, из них главной коммуной является Оранж.

## Коммуны кантона
| Коммуна           | Население | Почтовый индекс | Код INSEE |
| ----------------- | --------- | --------------- | --------- |
| Камаре-сюр-Эг     | 3553      | 84850           | 84029     |
| Жонкьер           | 3926      | 84150           | 84056     |
| Оранж *           | 13 808    | 84100           | 84087     |
| Сериньян-дю-Конта | 2254      | 84830           | 84127     |
| Травайян          | 676       | 84850           | 84134     |
| Юшо               | 1465      | 84100           | 84135     |
| Вьоле             | 1536      | 84150           | 84149     |